# Инкауаси (остров)
Инкауаси (исп. Isla Incahuasi) — скальное образование, бывший остров в центре солончака Уюни. Административно относится к кантону Йонза (муниципалитет Тауа, провинция Даниэль-Кампос, департамент Потоси, Боливия).
Длина острова составляет 800 метров, ширина не превышает 450 метров, площадь 0,2434 км², он лежит на высоте 3822 метра над уровнем моря. Является вершиной древнего вулкана, который погрузился под воду, когда здесь было огромное озеро, примерно 40 000 лет назад. Инкауаси примечателен большим количеством гигантских кактусов вида Echinopsis atacamensis, некоторые из них имеют высоту более 10 метров и возраст более 1000 лет. Является туристической достопримечательностью; ночёвка на острове запрещена. Экскурсии на остров проводятся опытными гидами только на туристических автомобилях.